# الحاج محمد باشا (داي)
الحاج محمد باشا أو محمد تريك أو الحاج محمد بن محمود تريك هو أول داي للجزائر وهو من طائفة الرياس، تقلد المنصب في 1671 حتى عام 1682 م.

## سيرة
ولد بالجزائر قبل نهاية القرن السادس عشر. وفقًا للسير دانكور، مفوض البحرية الفرنسية، الذي أُرسل إلى الجزائر العاصمة في 1680-1681، كان محمد تريك أميرالًا للجزائر لمدة 50 عامًا قبل أن يصبح الداي الأول للنظام الجديد في عام 1671.

## الداي
بعد فترة من الفوضى حيث كانت الجزائر يحكمها آغا من الميليشيا، أعاد الرياس الشؤون السياسية إلى أيديهم. فشكلت طائفة الرياس جبهة في مواجهة الإنكشارية غير المنظمة، وفرضت ثورة سياسية: بتنصيب أحدهم وصيًا وقائدًا يُدعى دايًا. انتهت ثورة ضد الآغوات سنة 1671 م بإسقاطهم.
أصبح صهره بابا حسن ،الذي يحظى بثقة الميليشيا، نائبه. لقد قاموا معًا بالعديد من التغييرات؛ فالباشا، وهو أحد بقايا التبعية لإسطنبول، فقد قُلص دوره ليصير شرفيًا، وصار النوباجيون مسؤولون عن مراقبة خزينة الإيالة بعيدًا عن الإنكشارية. وعلى المستوى الدبلوماسي، عُد محمد تريك، الرايس العجوز، عدواً صريحاً لفرنسا. حاولت القوى الأوروبية استغلال مشاكل إيالة الجزائر : حاول الإسبان احتلال تلمسان، وأراد الفرنسيون تسوية مسألة معقل القالة، وهدد الأسطول الإنجليزي الجزائر العاصمة للحصول على مزايا تجارية لسفنها. وانتهج محمد تريك سياسة جذرية وحيوية، يدعمها الديوان، فهو يرفض هذه المحاولات ويرفض المطالب الأوروبية.

## العلاقات الخارجية
وفي عام 1677، أعلن الحرب على إنجلترا وهاجم السفن الإنجليزية.
وفي عام 1679، كان عليه أن يواجه محاولة إسماعيل بن الشريف لمهاجمة تلمسان. أدت هذه الحملة إلى فشل السيطرة العلوية.
صدّ الدايّ هجمات أبراهام دوكين ‏ على الجزائر، لكنّه وافق على تبادل الأسرى عام 1681. وبينما لم يُطلق سراح الأسرى المسلمين على الجانب الفرنسي، استأنف محمد تريك العمليات العسكرية. تفاقم الصراع مع فرنسا، ممّا دفع الملك لويس الرابع عشر إلى إرسال دوكين في بعثة جديدة بِمواردٍ ضخمة عام 1682.

## التقاعد
نظرًا لتبعات هذه الحروب والقصف المتكرر، ضعف محمد تريك تنازل عن السلطة لنائبه وصهره بابا حسن.